# Beara simplex
Beara simplex är en fjärilsart som beskrevs av W. Warren 1912. Beara simplex ingår i släktet Beara och familjen trågspinnare. Inga underarter finns listade i Catalogue of Life.